# Đồ thị con rùa
Đồ thị con rùa (tiếng Anh: Turtle graphics) là dạng đồ thị phổ biến trong ngành đồ họa máy tính. Đồ thị con rùa là đồ họa vector sử dụng con trỏ tương đối ("rùa") trên Hệ tọa độ Descartes (trục x và y). Có thể hiểu đồ thị con rùa là một kiểu vẽ một nét không nhấc bút, và với 2 thao tác vẽ đơn giản: tiến một đoạn và quay một góc so với hướng hiện hành.

## Tổng quan
Một "con rùa" có 3 thuộc tính:
- Vị trí ban đầu
- Hướng ban đầu
- Bút, với các đặc tính như màu sắc, độ dày

Nguyên tắc thực hiện các hành vi của "con rùa" này là các câu lệnh liên tiếp nhau bao gồm:
- Đi thẳng một đoạn x.
- Quay sang trái một góc y.

### Ví dụ

Hình xoắn ốc được tạo bởi một đồ thị con rùa

Hình bên diễn tả kết quả của một đồ thị con rùa sau:
1. Khởi tạo giá trị d = 0.01.
2. Bắt đầu tại điểm giữa của hình với hướng nằm ngang qua bên phải.
3. Tiến một đoạn d.
4. Quay sang trái một góc 89.5o.
5. Tăng d lên một đoạn 0.01.
6. Quay lại bước 3.

Vòng lặp được lặp 184 lần. Giải thuật chi tiết được viết như bên dưới (mã giả):
```
f(.01, 89.5,.01, 184)
```

```
f(
độ_dài
, 
góc
, 
tăng
, 
đoạn
 /*(số đoạn thẳng)*/)
{
  bắt đầu ở chính giữa khung nhìn hình vuông, hướng về phía đông
  lặp 
đoạn
 lần:
    đi tới một đoạn 
độ_dài
 * (50% chiều_rộng_khung_nhìn)
    quay một góc 
góc
 độ theo chiều đồng hồ (tức rẽ phải)
    tăng 
độ_dài
 một khoảng 
tăng

}
```